# 대추골도서관
대추골도서관은 경기도 수원시 장안구 조원동 소재의 시립 도서관이다.

## 연혁
- 2013. 01. 24. 도서관 착공
- 2013. 04. 26. 대추골도서관으로 명칭 선정
- 2014. 02. 19. 공사 준공
- 2014. 03. 25. 개관

## 시설현황
- 3층: 제2자료실
- 2층: 제1자료실
- 1층: 어린이자료실
- 지하1층: 강당, 강의실, 서고

## 이용 안내
이용 시간
| 구분         | 월~목요일   | 토·일요일   |
| ------------ | ----------- | ----------- |
| 어린이자료실 | 09:00~18:00 | 09:00~17:00 |
| 제1자료실    | 09:00~22:00 | 09:00~17:00 |
| 제2자료실    | 07:00~23:00 | 07:00~21:00 |

휴관일
- 매주 금요일 휴관